# Nusnäs
Nusnäs är en tätort i Mora kommun, Dalarnas län. Tätorten ligger vid sjön Siljans norra strand, ungefär 10 kilometer sydost om centrala Mora, söder om riksväg 70. Genom samhället går länsväg 948, som sträcker sig mellan grannbyarna Färnäs och Fu. Nusnäs är känd för sin dalahästtillverkning.

## Nusnäs by
En samlingsplats i Nusnäs var länge den föreningsägda livsmedelsbutiken Hoppet, grundad 1912, men butiksverksamheten lades ner år 2006. Andra platser att notera är folkparken Bliktpunkten vid Siljans strand och missionshuset på Nusnäs bygata.
Längs Siljans strand i Nusnäs finns ett stort antal båthus, däribland flera gamla kyrkbåthus och kyrkbåtarna Yrvädret (200 år gammal) och Lissnien (160 år gammal). Fiske har en lång tradition i Nusnäs och åren 1981–1998 arrangerades tävlingen SM i notdragning i byn, där det främst var fisken blikta (en mindre siklöja) som var önskad fångst.
På Skansen i Stockholm finns en timrad kornlada, troligen från 1600-talet, från Bengtsgården i Nusnäs bevarad.
Byn ligger på den sydvästliga randen av Siljansringen, Europas största nedslagskrater.

## Dalahästtillverkning
Nusnäs är känd för tillverkning av dalahästar, vilken numer sker på Grannas A Olsson Hemslöjd och Nils Olsson Hemslöjd, vars verksamheter är belägna på varsin sida om Edåkersvägen i Nusnäs. Tillverkningen av dalahästar är öppen för allmänheten att beskåda och utgör en turistattraktion.

## Befolkningsutveckling
| Befolkningsutvecklingen i Nusnäs 1960–2020 | Befolkningsutvecklingen i Nusnäs 1960–2020 | Befolkningsutvecklingen i Nusnäs 1960–2020 | Befolkningsutvecklingen i Nusnäs 1960–2020 | Befolkningsutvecklingen i Nusnäs 1960–2020 |
| ------------------------------------------ | ------------------------------------------ | ------------------------------------------ | ------------------------------------------ | ------------------------------------------ |
|                                            |                                            |                                            |                                            |                                            |
| År                                         |                                            |                                            | Folkmängd                                  | Areal (ha)                                 |
| 1960                                       | 1960                                       |                                            | 771                                        |                                            |
| 1965                                       | 1965                                       |                                            | 781                                        |                                            |
| 1970                                       | 1970                                       |                                            | 716                                        |                                            |
| 1975                                       | 1975                                       |                                            | 722                                        |                                            |
| 1980                                       | 1980                                       |                                            | 698                                        |                                            |
| 1990                                       | 1990                                       |                                            | 763                                        | 209                                        |
| 1995                                       | 1995                                       |                                            | 668                                        | 216                                        |
| 2000                                       | 2000                                       |                                            | 657                                        | 216                                        |
| 2005                                       | 2005                                       |                                            | 724                                        | 218                                        |
| 2010                                       | 2010                                       |                                            | 729                                        | 217                                        |
| 2015                                       | 2015                                       |                                            | 741                                        | 304                                        |
| 2018                                       | 2018                                       |                                            | 781                                        | 304                                        |
| 2020                                       | 2020                                       |                                            | 778                                        | 304                                        |
|                                            |                                            |                                            |                                            |                                            |

## Nusnäs IF
Idrottsföreningen Nusnäs IF grundades 1928 och är fortfarande aktiv, med verksamhet inom bland annat kyrkbåtsrodd, fotboll, ridsport och skidsport.

## Fotogalleri

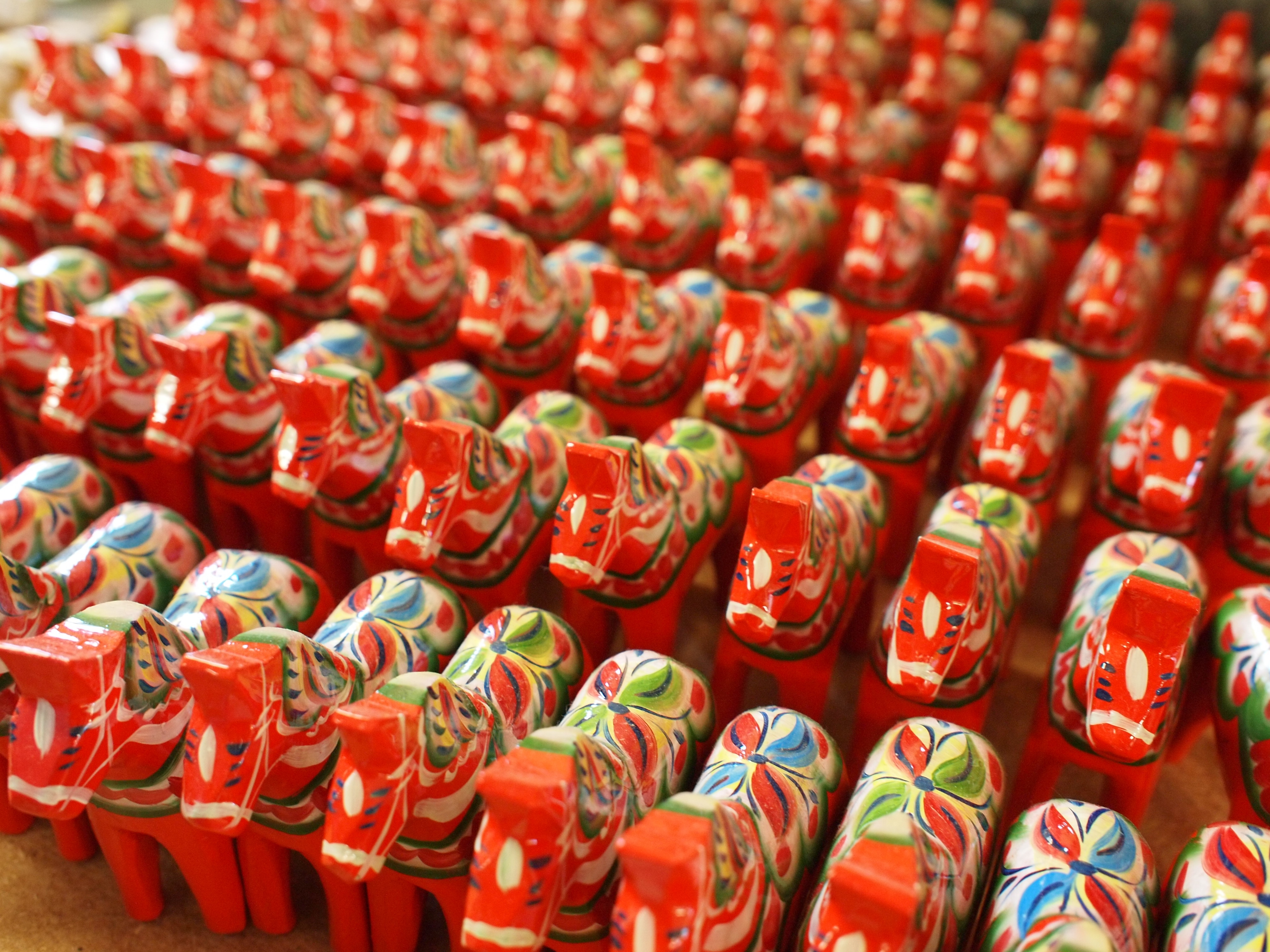
Dalahästar. Foto: Nick Sieger, 2009.
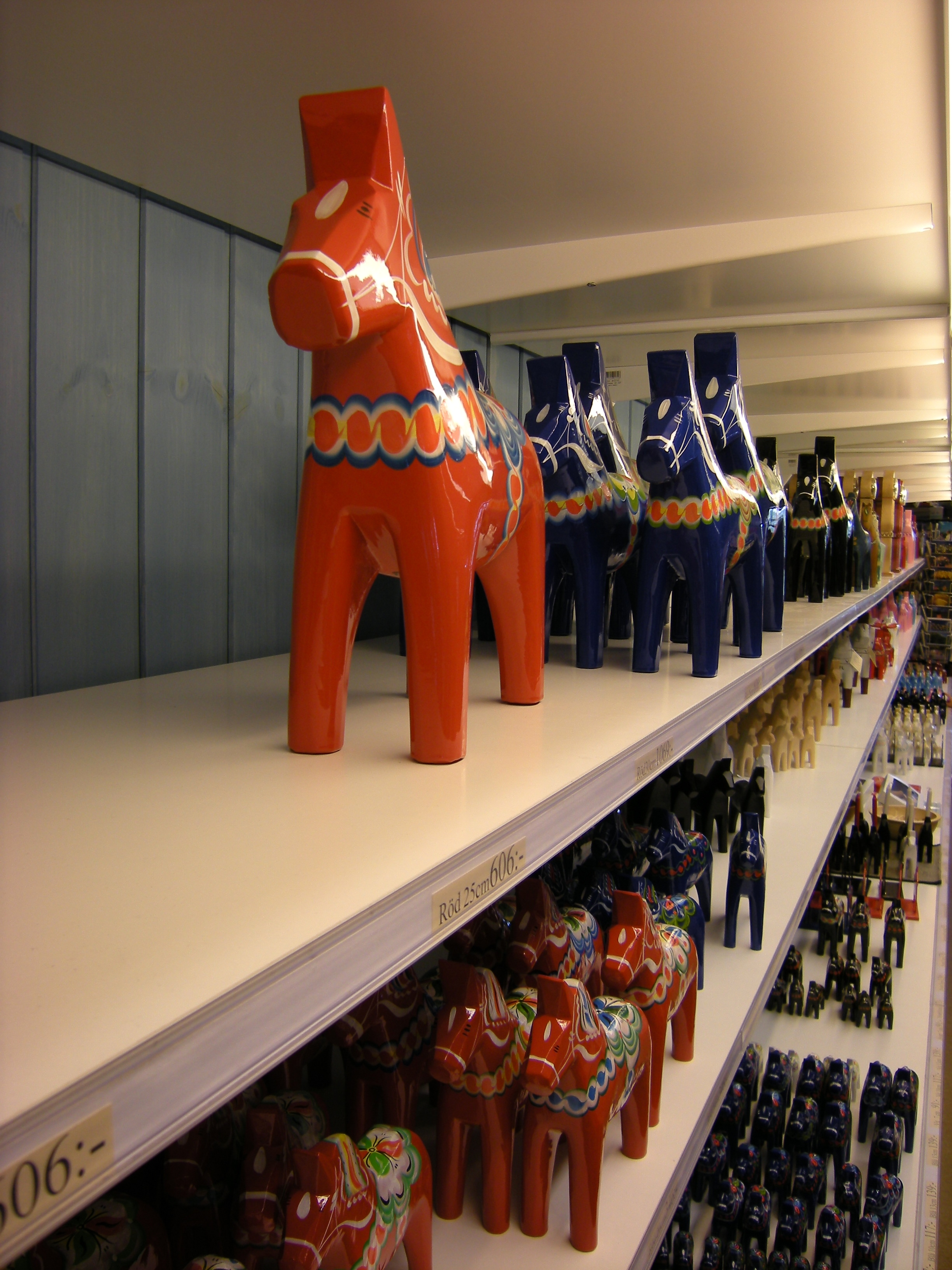
Dalahästar. Foto från 2008.
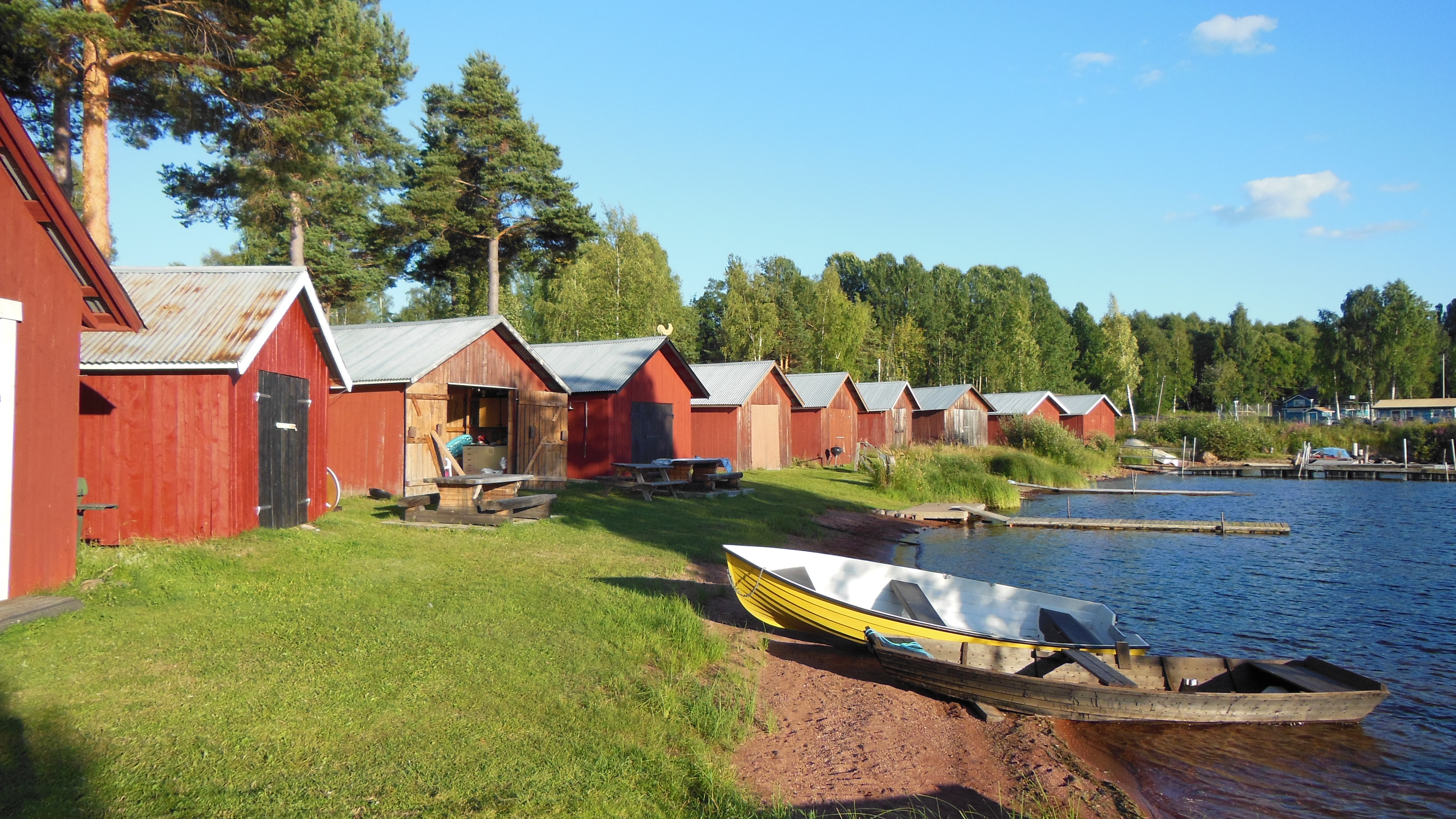
Båthus vid Siljans strand i Nusnäs. I bakgrunden skymtar folkparken Bliktpunkten. Foto: Frank Hüncke, 2013.